# Flickering
Flickering – losowe zmiany jasności zachodzące w gwiazdach kataklizmicznych w skali czasu od 20 sekund do kilku minut. Amplitudy zmian jasności dochodzą do 0,5 wielkości gwiazdowej i są w dużym stopniu zmienne. Największe wartości osiągają w niebieskiej części widma, z wyraźną tendencją spadkową w kierunku coraz dłuższych fal. W układach, w których dochodzi do zaćmień, w maksymalnej fazie zaćmienia flickering ulega znacznemu zmniejszeniu lub nawet całkowicie zanika. Flickering jest obserwowany zarówno w przypadku nowych karłowatych, jak też dawnych nowych i w gwiazdach nowopodobnych. Mechanizm i miejsce jego powstawania nie są do końca znane. Najbardziej prawdopodobne wydaje się, że zjawisko powstaje albo w obszarze tzw. gorącej plamy, albo w wewnętrznych, gorących obszarach dysku akrecyjnego.